# اقبویز ان بوژی
اقبویز ان بوژی (به فرانسوی: Arboys en Bugey) یک کمون در فرانسه است که در ان (اوورنی-رون-آلپ) واقع شده‌است. اقبویز ان بوژی ۲۲٫۴۹ کیلومتر مربع مساحت دارد.